# Pfaffenstürmen
Als Pfaffenstürmen werden die im Rahmen der Reformation ab 1521 erfolgten Übergriffe gegen kirchliche Einrichtungen und Persönlichkeiten bezeichnet. Diese insbesondere in Mitteldeutschland folgenreichen Aktionen richteten sich gegen die Sonderstellung des katholischen Klerus und enthielten Forderungen, dass diese auch bürgerliche Lasten mitzutragen hätten.
Grundsätzlichen Anlass gab der Erfurter Auftritt Martin Luthers am 6. und 7. April 1521 auf seiner Fahrt zum Reichstag nach Worms. Ehrenvoll empfangen vom Rat der Stadt und dem Rektor der Universität kamen Hunderte zu seiner Predigt in die Kirche des Augustinerklosters, in der er seine reformatorischen Ideen darlegte (Ich will die Wahrheit sagen, und sollte es mich zwanzig Hälse kosten). 
Nachdem er Ende Mai 1521 durch das Wormser Edikt der Reichsacht verfallen war, ächteten auch die Dekane der beiden Erfurter Stifte die Luther-Anhänger in der Region. Daraufhin kam es wenig später zu den Erfurter Pfaffenstürmen, zum Sturm auf die Häuser der Stiftsgeistlichen am Domberg und zur Bedrohung der bischöflichen Einrichtungen. Die bekundete Absicht dabei war, die Pfaffen, Prediger und sonderlich die Kurtisanen zu strafen und endlich dahin zu bringen, daß sie auch Martino anhängen müßten. In drei Tagen verwüsteten Studenten und Bürger sowie Bauern aus dem Landgebiet mehr als 40 Kurien des katholischen Klerus auf dem Domhügel.
Ähnliche Vorfälle gab es in der folgenden Zeit in weiteren Städten der Region (Jena 1523, Eisenach 1523, Gotha 1524).
Die resultierenden Verwüstungen, Verfeindungen, Abwanderungen und Störungen der öffentlichen Ordnung hatten weitreichende Folgen für die weitere Entwicklung dieser Städte und ihrer Einrichtungen, insbesondere auch für die Universität Erfurt.